# Rudnia (województwo podlaskie)
Rudnia – nieistniejąca już wieś w Polsce położona w województwie podlaskim, w powiecie białostockim, w gminie Michałowo.
Wieś królewska położona była w końcu XVIII wieku w starostwie niegrodowym jałowskim w powiecie wołkowyskim województwa nowogródzkiego. W latach 1975–1998 miejscowość administracyjnie należała do województwa białostockiego.